# 哈登菲爾德 (新澤西州)
哈登菲爾德（英語：Haddonfield）是位於美國新澤西州康登縣的自治市鎮。

## 人口
根據2020年美國人口普查的數據，哈登菲爾德的面積為7.36平方千米，當中陸地面積為7.24平方千米，而水域面積為0.12平方千米。當地共有人口12550人，而人口密度為每平方千米1,705人。